# Viens
 Viens  es una población y comuna francesa, en la región de Provenza-Alpes-Costa Azul, departamento de Vaucluse, en el distrito de Apt y cantón de Apt.
Está integrada en la Communauté de communes du Pays d'Apt.

## Demografía
| 286 | 300 | 304 | 401 | 458 | 491 |
| Para los censos de 1962 a 1999 la población legal corresponde a la población sin duplicidades (Fuente: INSEE [Consultar]) |     |     |     |     |     |